# هذاب أبيض الصدر
هذاب أبيض الصدر (الاسم العلمي: Mesitornis variegatus)، هو طائر يسكن الأرض ومستوطن في مدغشقر. وهو أحد الأنواع الثلاثة في فصيلة الهذابيات، وقد صُنف على أنه معرض للخطر من قبل الاتحاد الدولي لحفظ الطبيعة (IUCN). عدد جمهرته قليل ويقتصر وجوده على خمسة مواقع في شمال وغرب الجزيرة، وموقع واحد في شرقها.